# Die Seaview – In geheimer Mission
Die Seaview – In geheimer Mission, auch „Mission Seaview“, (Originaltitel: Voyage to the Bottom of the Sea) ist eine US-amerikanische Science-Fiction-Fernsehserie aus den 1960er Jahren. Die Hauptrolle spielt dabei das Atom-U-Boot Seaview, welches nach außen ein Forschungs-U-Boot darstellt, in Wirklichkeit aber ein HighTech-Kampf-U-Boot ist. Unter dem Kommando von Admiral Harriman Nelson und Captain Lee Crane kämpft die Mannschaft der Seaview u. a. gegen größenwahnsinnige Wissenschaftler, außerirdische Invasoren und Seemonster.
In Deutschland lief die Serie unter dem Namen Die Seaview – In geheimer Mission zum ersten Mal am 17. Dezember 1994 auf ProSieben.
Die Serie lief im amerikanischen Fernsehen vom 14. September 1964 bis zum 15. September 1968. Es wurden insgesamt 110 Folgen in 4 Staffeln gedreht.
Erfinder und Produzent der Serie war Irwin Allen. Die Serie stellt eine Mischung zwischen Spionage und Science Fiction dar.
Die Serie setzt den Kinofilm Unternehmen Feuergürtel mit Walter Pidgeon, Robert Sterling und Peter Lorre aus dem Jahr 1961 fort.
Die Serie entstand in etwa zur gleichen Zeit wie Star Trek und beinhaltet viele ähnliche Elemente mit dem Unterschied, dass die Serie im Meer spielt. Parallel dazu erschien in England die thematisch verwandte Marionettenserie Kommando Stingray.

## Sonstiges
- Zu der Zeit war die Tricktechnik und Special Effects, welche in der Serie verwendet wurden, revolutionär.
- Die erste Staffel wurde in schwarzweiß gedreht, erst die zweite Staffel wurde in Farbe gedreht.
- In der zweiten Staffel wurden komplett neue Uniformen eingesetzt (in Farbe).
- In den insgesamt 4 Staffeln wurden einige kleinere und größere Veränderungen an der Seaview vorgenommen.
- Viele der verwendeten Requisiten (wie z. B. Computer und Waffen) wurden auch in den folgenden Serien verwendet: Verschollen zwischen fremden Welten (1965), Time Tunnel (1966), Planet der Giganten (1968) und Batman (1966).
- Es wurden auch Sequenzen aus Kinofilmen verwendet, so in Folge 2x15 aus dem Film Duell im Atlantik (1957).[1]
- Die Seaview hatte ein Schwesterschiff: Die „Polydor“. Diese wurde in der zweiten Folge der ersten Staffel vernichtet.
- Dies war die Serie von Irwin Allen, welche am längsten im Fernsehen lief.
- Die Seaview – In geheimer Mission war mehrmals für den Emmy nominiert und gewann den Preis auch viermal.